# Cytheromorpha knikensis
Cytheromorpha knikensis är en kräftdjursart som beskrevs av Forester och Brouwers 1985. Cytheromorpha knikensis ingår i släktet Cytheromorpha och familjen Loxoconchidae. Inga underarter finns listade i Catalogue of Life.